# Musica International
Musica International est une base de données collaborative multilingue multimédia du répertoire choral mondial. Elle s'adresse aux chefs de chœur, éditeurs, compositeurs, organisateurs d’évènements choraux et plus généralement à tous amateurs de chant choral qui cherchent à sélectionner, (re)découvrir, et/ou localiser des partitions. Elle fournit des descriptions détaillées de 200 000 partitions chorales et propose un moteur de recherche avancé qui s’appuie sur une structure documentaire de plus de 100 types de critères (champs), tous interrogeables et combinables. 
Cette base de données académique complète est disponible à tous en anglais, français, allemand et espagnol à l’adresse www.musicanet.org.

## Historique

### Développement de la structure administrative, juridique et associative
En 1982, Jean Sturm développe le projet Musica dans le cadre de « La Partithèque », la bibliothèque chorale du Centre d’Art Polyphonique d’Alsace (CAPA). Le projet reçoit en 1990 le soutien et la collaboration du Centre International pour la Musique Chorale (CIMC), afin de satisfaire le souhait de la Fédération Internationale pour la Musique Chorale (IFCM) de créer une base de données exhaustive du répertoire de musique chorale du monde entier.
Le 6 février 1998, l’association à but non lucratif Musica International est fondée pour se consacrer au développement et à la propagation de la base de données Musica. À cette époque, les partenaires de 14 pays participent déjà à la saisie des données et à la diffusion de l'information. En 2000, la Fondation Alsace décerne un prix d’encouragement à Jean Sturm pour le projet Musica International.
En mai 2003, la base de données de Choralnet (Choralnet Repertoire Site) est fusionnée à Musica. Le résultat de cette fusion représente depuis ce jour la base de données structurée la plus complète au monde en matière de musique chorale.

### Évolution des formes de diffusion de la base de données
Dès ses débuts la base a été développée informatiquement. Elle a été diffusée sur le minitel à partir de 1990 et sur internet à partir de 1996. En 1996, à l’occasion du Symposium Mondial sur la Musique Chorale à Sydney, le site web de Musica International est mis en ligne et permet alors d’accéder à la base de données.
En 1999, un CD-Rom, a été élaboré et diffusé pour permettre l’accès à la totalité de la base, sans connexion internet. En 2004, le CD-Rom a été remplacé par un DVD-Rom. Le support physique a été complètement abandonné en 2015 au profit de la version en ligne.
Début 2017, un nouveau système de gestion de base de données (système propriétaire) a été mis en application. Ce système permet non seulement l’interrogation de la base mais également la saisie des données directement en ligne.
La base de données est également consultable depuis les sites web de nombreuses fédérations chorales, avec un accès privilégié global ouvert à tous leurs membres, sans restrictions. Exemple : celui d'A Cœur Joie Belgique - Fédération Chorale Wallonie-Bruxelles.

## Contenu et objectifs
La base de données Musica International s'adresse principalement aux chefs de chœur, éditeurs, compositeurs et amateurs de chant choral qui cherchent à sélectionner, (re)découvrir, et/ou localiser des partitions. Elle dispose en effet d’un moteur de recherche multilingue avancé s’appuyant sur plus d’une centaine de types de critères (champs).

### Organisation et fonctionnement
Musica International est essentiellement constituée de fiches descriptives de partitions pour chœur et de fiches biographiques de compositeurs, arrangeurs, auteurs de textes, et éditeurs.

#### Fiches partition
Les fiches descriptives de partitions suivent une structure documentaire détaillée (voir tableau ci-dessous).
| Informations générales sur l'œuvre                                                  | Informations liées à l'interprétation                   | informations liées au texte                      | Informations liées à la partition papier         |
| ----------------------------------------------------------------------------------- | ------------------------------------------------------- | ------------------------------------------------ | ------------------------------------------------ |
| titre                                                                               | compositeur (nom, origines, dates, sexe, biographie*)   | auteur (nom, origines, dates, sexe, biographie*) | Maison d'édition (nom, pays, liens web...)       |
| tonalité principale                                                                 | harmonisateur (nom, origines, dates, sexe, biographie*) | langue                                           | collection                                       |
| type de formation chorale (type de chœur, nombre de voix, nombre de solistes, etc.) | genre, style, forme                                     | texte entier*                                    | nom du recueil                                   |
| instrumentation                                                                     | époque                                                  | premiers mots                                    | localisations (dans des bibliothèques musicales) |
| difficulté pour les choristes (sur une échelle de 1 à 5)                            | interprétation possible*                                | mots clés                                        | nombre de pages                                  |
| difficulté pour le chef (sur une échelle de A à E)                                  |                                                         | traductions*                                     |                                                  |
| durée                                                                               |                                                         | prononciation*                                   |                                                  |

* Informations consistant en un lien multimédia (fichier texte, son ou vidéo)
Lors de la saisie d’une fiche, tous les champs ne sont pas obligatoires, puisque les fiches peuvent être complétées et/ou corrigées par la suite. Toutefois certains champs, comme compositeur, titre, éditeur, type de chœur et mots-clés, à part dans quelques cas particuliers et rares, peuvent toujours être remplis, et ce sont eux qui assurent la possibilité pour la fiche d’apparaitre dans les résultats d’une requête.
C’est le caractère exhaustif de la documentation des partitions qui permet à Musica International de se définir comme une bibliothèque virtuelle. Les pièces musicales documentées dans cette base de données sont pour certaines d’entre elles éditées par des maisons d’éditions au rayonnement variable (national, continental ou mondial) et peuvent donc être commandées et consultées dans des magasins de musique, mais d’autres sont des manuscrits n’existant qu’en un exemplaire. Dans tous les cas, une description particulièrement fine d’une partition, au travers d’une ressource interrogeable et accessible en ligne, permet de pallier l’impossibilité de la feuilleter.Dans la base de données Musica, chaque fiche partition correspond à une version éditée d’une pièce donnée. Ainsi il existe potentiellement autant de fiches différentes d’une même œuvre qu’il existe d’éditions de cette pièce, et ce quel que soit le degré de différence ou de similarité entre lesdites éditions.

#### Fiches biographiques
Les fiches biographiques concernent des compositeurs, harmonisateurs, arrangeurs, auteurs et éditeurs associés à des œuvres pour chœur. Ces fiches contiennent quelques informations essentielles telles que le nom, les dates et lieux (pays et ville) de naissance et de mort, leur sexe, ou encore l’époque dans laquelle s’inscrit leurs œuvres. Lorsque cela se justifie, la fiche comprend également les autres orthographes prises en compte par la base de données. Un espace commentaire permet par exemple de connaître les coordonnées de l’artiste contemporain, s’il a souhaité qu’elles soient accessibles. Enfin, ces fiches disposent de liens vers des biographies en ligne.

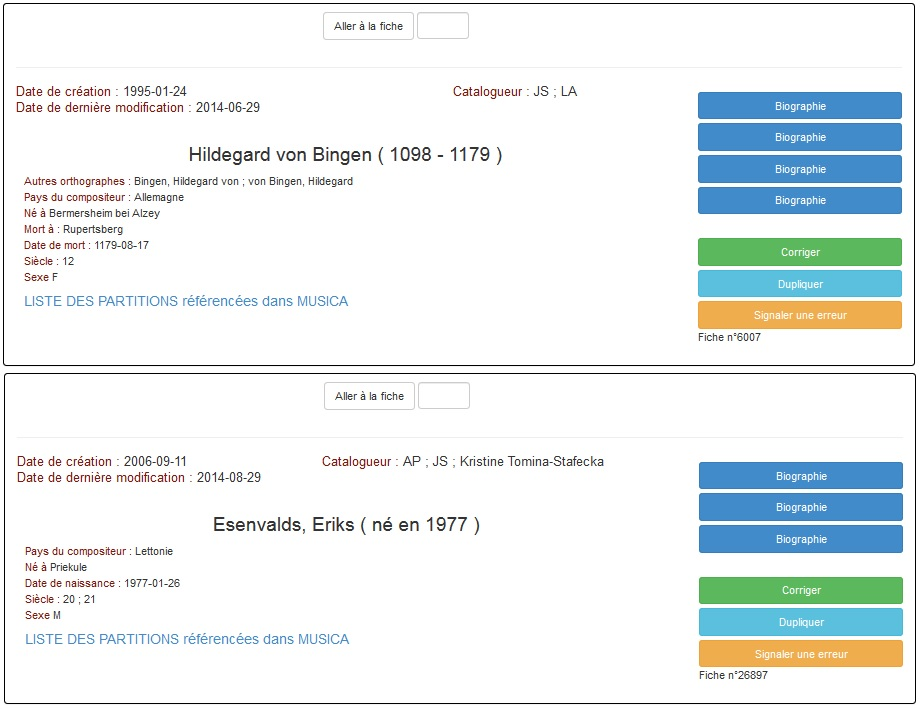
Visuel de deux fiches biographiques de compositeurs dans Musica International.

#### Interrogation de la base de données
Le site internet www.musicanet.org dispose de trois formulaires de recherches différents, un simplifié, un détaillé et un expert.
Le formulaire simplifié, directement accessible sur la page d’accueil du site, offre trois champs de recherche pouvant éventuellement être combinés : le nom du compositeur ou de l’harmonisateur (prenant en compte les variations orthographiques considérées pour chacun d’entre eux), les mots du titre, et les mots-clés.
Pour des requêtes plus fines, un deuxième formulaire, beaucoup plus détaillé, permet d’interroger la base à partir d’un grand nombre de critères, tels que le nom du compositeur ou harmonisateur, son pays d’origine, le siècle de composition ou l’éditeur. Mais la requête peut également se rapporter au texte de la pièce (auteur, langue, mots-clés, premiers mots de la pièce), ou aux spécificités « techniques » de la partition (le type de formation chorale, le nombre de voix, la durée, la difficulté pour les choristes, l’instrumentation, le nombre de solistes).
Enfin, un formulaire « expert », à destination de documentalistes professionnels, est également disponible. Il est entièrement paramétrable à partir de la totalité des champs de la table, qui peuvent être combinés de façon complexe à l’aide de parenthèse et d’opérateurs booléens.
Quel que soit le formulaire choisi, les résultats obtenus sont ceux qui répondent strictement aux critères définis dans la requête (pas de résultats « approchant »).

#### Contenu multimédia
Les fiches partitions et les fiches auteur/compositeurs sont enrichies de différents types de médias, qui sont autant d’informations qui ne peuvent pas être résumées dans la base de données de façon synthétique.
Les différentes fiches contiennent donc des accès à des fichiers texte (pour les paroles et leur traduction), des fichiers audio (pour la prononciation du texte ou des exemples d’interprétation), des vidéos (pour les exemples d’interprétation), et des liens vers des sites divers et variés proposant des biographies des auteurs et compositeurs.
Ces données font partie intégrante de la base Musica, et leur mise en ligne est donc systématiquement assortie d’une vérification (en amont et en aval), en premier lieu pour assurer la corrélation entre les médias et les fiches, et ensuite pour garantir un contenu à la fois utile et éclairant. Ainsi les fichiers audio de prononciation du texte sont en général faits à la demande de Musica International, et exclusivement enregistrés par des locuteurs natifs de la langue du texte. De la même manière, pour ce qui est des vidéo-exemples, la politique de l’association est de préférer n’associer aucune vidéo à une fiche-partition plutôt que de l’illustrer avec une version de mauvaise qualité musicale ou auditive.

### Fonctionnalités secondaires
Les ressources documentaires de la base sont mises à la disposition des utilisateurs de plusieurs manières différentes.

#### Coup de c(h)œur
Les usagers de Musica International sont invités à proposer leurs pièces préférées, et chaque mois, une pièce est sélectionnée pour être mise en avant sur le site internet de la ressource. Ces partitions sont choisies pour leur qualité musicale et pour leur accessibilité, ainsi que par la richesse documentaire dont dispose Musica à leur propos. Une attention particulière est également accordée à la diversité des pièces proposées dans cette catégorie (en termes de styles, d’époques, de langues, de difficulté, etc.).

#### Gestion collaborative de fonds documentaire
Les bibliothèques de musique chorale qui le souhaitent peuvent bénéficier de champs privés sur le site pour la gestion collaborative de leur fonds documentaire. L’affichage et l’accès à ces informations peuvent rester privés ou bien être rendus publics (le nom de la bibliothèque apparaît alors dans le champ « localisation » des fiches descriptives des partitions).

#### Consultation des partitions
Dès lors que les éditeurs donnent leur accord, le catalogueur peut scanner la première page de la partition pour que les utilisateurs puissent la visualiser. En outre, certaines fiches descriptives ne sont associées à aucune localisation, mais près de 15 000 d’entre elles sont associées à des partitions consultables dans les locaux de l’association, à Strasbourg. Cette information apparait alors dans le champ « localisation ».

## Aspect multilingue
Parmi les informations de la base de données, certaines sont indépendantes de la langue du catalogueur. C’est le cas par exemple du titre, ou des premiers mots du texte, mais également des informations « techniques » de la partition (durée, nombre de voix, éditeur, nombre de pages, etc.). En revanche, d’autres informations nécessitent une bonne maitrise de la langue utilisée pour la saisie, pour répondre à l’exigence de précision dans le référencement des informations, et d’efficacité dans les requêtes. 
Pour répondre à cette problématique, Musica International s’appuie sur des thésaurus multilingues en anglais, français, allemand et espagnol. Ainsi, une vingtaine de champs, tels que « genre-style-forme », « caractère de la pièce » ou « mots-clés », est automatiquement traduite, et peut donc être renseignée et interrogée de manière indifférenciée dans l’une de ces quatre langues,.
Cela est particulièrement intéressant pour les mots-clés, qui dans l’idéal doivent être nombreux et précis, ce qui est très difficile à obtenir dans une langue étrangère. Pour que les champs « mots-clés » et « langue » ne contraignent pas mutuellement, les mots-clés sont renseignés en anglais, en français, en allemand ou en espagnol selon la préférence du catalogueur), et non pas dans la langue du texte. Ainsi une requête avec un mot-clé particulier (entré dans l’une des quatre langues de Musica International), renvoie à toutes les partitions qui mentionnent ce concept, quelle que soit la langue de leur texte.

## Rédaction: aspect collaboratif du projet
Le développement du projet Musica International est principalement basé sur la collaboration volontaire des acteurs de la communauté chorale, sous la modération d’une équipe de professionnel.
Les contributeurs de la base de données peuvent être des compositeurs, des éditeurs, des musicologues, des chefs de chœurs, ou des choristes passionnés de répertoire. Les contributions possibles sont nombreuses, et d’ampleurs variables : de l’ajout de médias ou d’information sur des fiches préexistantes à la saisie complète de nouvelles fiches complètes, en passant par le signalement d’erreurs, leur correction immédiate, ou encore l’envoi de partitions encore non référencées à l’équipe de Musica International. 
Pratiquement, cette collaboration peut se faire directement en ligne sur le site www.musicanet.org, ou se traduire par la participation à une des sessions organisées par l’association, et durant lesquelles les participants sont formés à l’utilisation optimum de l’interface du formulaire de référencement. Ces sessions sont organisées dans différents pays pour accroître la présence de leur patrimoine culturel choral dans la base de données. De tels ateliers ont déjà eu lieu en France, en Allemagne, en Belgique, en Suisse, aux Pays-Bas, en Hongrie, aux États-Unis, au Canada, au Brésil, en Argentine, en Afrique du Sud, et en République Démocratique du Congo.
Les droits à la contribution sont accordés à la demande, et chaque saisie dans la base, avant sa mise en ligne, est validée par un chef de chœur documentaliste qui assure l’homogénéité et la qualité de la base. Les contributeurs qui créent ou modifient une fiche sont appelés « catalogueur ».

## Taille de la base de données
En 2022, la base de données Musica international, c’est :
- 198 000 fiches partitions
- 33 500 fiches compositeurs
- 2 500 fiches éditeurs